# Daniel Espinosa
Jorge Daniel Espinosa (n. la 23 martie 1977 în Stockholm, Suedia) este un regizor de film suedez de origine chilienă. A regizat filme ca Easy Money(2010) și Casa conspirativă(2012). 

## Filmografie
| An   | Titlu englez    | Titlu original       | Țara      | Note       |
| ---- | --------------- | -------------------- | --------- | ---------- |
| 2003 | The Boxer       | Bokseren             | Danemarca | Film scurt |
| 2004 | Babylon Disease | Babylonsjukan        | Suedia    |            |
| 2007 | Outside love    | Uden for kærligheden | Danemarca |            |
| 2010 | Easy Money      | Snabba Cash          | Suedia    |            |
| 2012 | Safe House      |                      | SUA       |            |
| 2014 | Child 44        |                      | SUA       | Filmare    |